# Liga Santafesina de Fútbol
La Liga Santafesina de Fútbol (cuyas siglas son LSF) es una liga regional de fútbol de Argentina que se desarrolla en la ciudad de Santa Fe y en localidades cercanas de la misma provincia. Organiza los campeonatos de fútbol y controla la selección de dicha zona geográfica. Otorga dos cupos al Torneo Regional Federal Amateur. También se otorgan dos cupos anuales para competir en la Copa Santa Fe y un cupo para la Copa Federación.

## Historia
Es la sucesora indirecta de varias ligas: Liga Regional de Football (1907-1910), Liga Regional Santafesina de Football (1911-1912), Federación Santafesina de Football (1912), Liga Santafesina de Football (1913-1914), Federación Santafesina de Football (1913-1914), Liga Santafesina de Football (1915-1918), Federación Santafesina de Football (1917-1918), Asociación Santafesina de Football (1919-1921), Asociación Amateurs Santafesina de Football (1921), Federación Santafesina de Football (1922), Asociación Santafesina de Football (1922), Liga Santafesina de Football (1923-1925), Asociación Amateurs Santafesina de Football (1924-1925), Liga Independiente de Football (1926-1929) y la Federación Santafesina de Football (1926-1965), entre otras.
Es importante mencionar que en 1931, tras la implementación del profesionalismo y el nacimiento de la Liga Santafesina de Fútbol, la Federación Santafesina continuó existiendo. A pesar de varios intentos de unificación entre las dos ligas a lo largo de los años, nunca se logró concretar. Con el tiempo, los clubes de la Federación fueron desapareciendo o se afiliaron a la Liga Santafesina, lo que provocó la extinción de la Federación Santafesina sin nunca fusionarse con la Liga Santafesina. Por lo tanto, todos los títulos obtenidos por los clubes de dicha Federación y sus antecesoras nunca fueron, ni deberían ser, reconocidos por la Liga Santafesina, ya que se trataba de otra liga.
Fue fundada como una liga profesional de fútbol el 24 de junio de 1931 y el primer torneo se inició el 20 de julio del mismo año con seis clubes: Colón, Unión, Gimnasia de Ciudadela, Brown, Ferrocarril Santa Fe y Atlético de Rafaela.
Rápidamente, muchos clubes comenzaron a afiliarse a la Liga Santafesina y el torneo aumento con muchos equipos. Este crecimiento evidenciado ya desde sus mismos inicios, se ha profundizado notoriamente en los últimos años. Así es como desde 1991 hasta el 2000 se han incrementado en un 60% los clubes afiliados que participan en los distintos torneos, con su consecuente aumento en la cantidad de divisiones y jugadores participantes. En 1996 se empezaron a disputar dos certámenes por año: Apertura y Clausura. Actualmente, participan 40 clubes, 20 de ellos en Primera A. Desde el año 2009 la Liga Santafesina instauró los promedios de descensos.

## Los 5 máximos campeones
A lo largo de la historia, Unión de Santa Fe es el club que más torneos ha ganado con 30 títulos. Le siguen Colón de Santa Fe con 18 títulos, Colón de San Justo con 17, Gimnasia y Esgrima de Ciudadela con 9 y Argentino de San Carlos con 9
|   | Club                            | Títulos |    |
| - | ------------------------------- | ------- | -- |
| 1 | Unión de Santa Fe               |         | 30 |
| 2 | Colón de Santa Fe               |         | 18 |
| 3 | Colón de San Justo              |         | 15 |
| 4 | Gimnasia y Esgrima de Ciudadela |         | 9  |
| 5 | Argentino de San Carlos         |         | 9  |

## Zona de incumbencia
Departamentos:
- La Capital
- Las Colonias
- San Justo
- Garay
- San Jerónimo

Debido a la dimensión geográfica de la ciudad de Santa Fe, la mayoría de los clubes participantes pertenecen todos de la zona del Gran Santa Fe, aunque técnicamente la LSF debe ser considerada una liga regional afiliada al Consejo Federal y a la Asociación del Fútbol Argentino.

## Representación nacional
Unión de Santa Fe (en 1940) y Colón de Santa Fe (en 1948) han logrado que la AFA apruebe su afiliación directa en reconocimiento a sus méritos deportivos y a su importancia a nivel nacional. De manera que sus primeros equipos disputan los campeonatos de la Asociación del Fútbol Argentino, mientras que en Liga Santafesina presentan planteles alternativos conformados por jugadores amateurs.
La Liga Santafesina de Fútbol cuenta actualmente con la participación de dos equipo en el Torneo Regional Federal Amateur que es el Club Argentino de San Carlos y Colón de San Justo. Anteriormente, clubes como Argentino de San Carlos, Colón de Santa Justo, Sanjustino, Gimnasia de Ciudadela, San Cristóbal, La Perla del Oeste, Banco Provincial y Sportivo Guadalupe, han tenido destacadas actuaciones en los certámenes federales.
El Club Náutico El Quillá fue campeón de la Copa Federación de la Provincia de Santa Fe en 2022. Ganándole en ambas finales a Atlético María Juana de la Liga Rafaelina, en la ida 2-0, de local y en la vuelta, de visitante, por 3-0, dando un global de 5-0.

## Equipos participantes

### Primera División A
| Equipo                              | Ciudad         | Año de fundación | Provincia |
| ----------------------------------- | -------------- | ---------------- | --------- |
| Club San Cristóbal Central Gallardo | Ángel Gallardo | 1989             | Santa Fe  |
| Club Atlético La Perla del Oeste    | Recreo Sur     | 1943             | Santa Fe  |
| Club Colón de San Justo             | San Justo      | 1912             | Santa Fe  |
| Club Sanjustino                     | San Justo      | 1912             | Santa Fe  |
| Centro Cultural y Deportivo El Pozo | Santa Fe       | 2011             | Santa Fe  |
| Ciclón Racing Foot-Ball Club        | Santa Fe       | 1948             | Santa Fe  |
| Club Ateneo Inmaculada              | Santa Fe       | 1974             | Santa Fe  |
| Club Atlético Colón                 | Santa Fe       | 1905             | Santa Fe  |
| Club Atlético Gimnasia y Esgrima    | Santa Fe       | 1941             | Santa Fe  |
| Club Atlético Newell's Old Boys     | Santa Fe       | 1936             | Santa Fe  |
| Club Atlético Unión                 | Santa Fe       | 1907             | Santa Fe  |
| Club La Salle Jobson                | Santa Fe       | 1952             | Santa Fe  |
| Club Náutico El Quillá              | Santa Fe       | 1938             | Santa Fe  |
| Club Pucará                         | Santa Fe       | 1951             | Santa Fe  |
| Club Sportivo Guadalupe             | Santa Fe       | 1934             | Santa Fe  |
| Universidad Naciónal del Litoral    | Santa Fe       | 1994             | Santa Fe  |
| Club Nacional                       | Santa Fe       | 1959             | Santa Fe  |
| Club Atlético Independiente         | Santo Tomé     | 1944             | Santa Fe  |

### Primera División B
| Equipo                                    | Ciudad                  | Año de fundación | Provincia |
| ----------------------------------------- | ----------------------- | ---------------- | --------- |
| Club Defensores de Alto Verde             | Alto Verde              | 2001             | Santa Fe  |
| Club Atlético Arroyo Leyes                | Arroyo Leyes            | 1998             | Santa Fe  |
| Club Atlético Juventud Unida              | Candioti                | 1951             | Santa Fe  |
| Club Atlético Ciclón Norte                | Cayastá                 | 1969             | Santa Fe  |
| Club Atlético General Belgrano            | Coronda                 | 1949             | Santa Fe  |
| Club Deportivo Nobleza                    | Recreo                  | 1955             | Santa Fe  |
| Club Social y Deportivo El Cadi           | San José del Rincón     | 1991             | Santa Fe  |
| Club Deportivo Agua y Energía Eléctrica   | Santa Fe                | 1950             | Santa Fe  |
| Club Atlético Las Flores II               | Santa Fe                | 1994             | Santa Fe  |
| Club Infantil Defensores de Peñaloza      | Santa Fe                | 1987             | Santa Fe  |
| Club Deportivo Santa Rosa de Lima         | Santa Fe                | 1998             | Santa Fe  |
| Club Empleados Banco Provincial           | Santa Fe                | 1932             | Santa Fe  |
| Centro Infantil Deportivo Nuevo Horizonte | Santa Fe                | 1986             | Santa Fe  |
| Club Social y Deportivo Los Canarios      | Santa Fe                | 1984             | Santa Fe  |
| Club Social y Deportivo Loyola            | Santa Fe                | 1991             | Santa Fe  |
| Club Los Juveniles                        | Santa Rosa de Calchines | 1968             | Santa Fe  |
| Atenas Club                               | Santo Tomé              | 1930             | Santa Fe  |
| Club Atlético Floresta                    | Santo Tomé              | 1982             | Santa Fe  |
| Club Los Piratitas de Belgrano Juniors    | Santo Tomé              | 2008             | Santa Fe  |
| Club Social y Deportivo Don Salvador      | Santo Tomé              | 2001             | Santa Fe  |
| Club Vecinal Dr. Manuel Gálvez            | Sauce Viejo             | 1967             | Santa Fe  |

## Ascensos y descensos

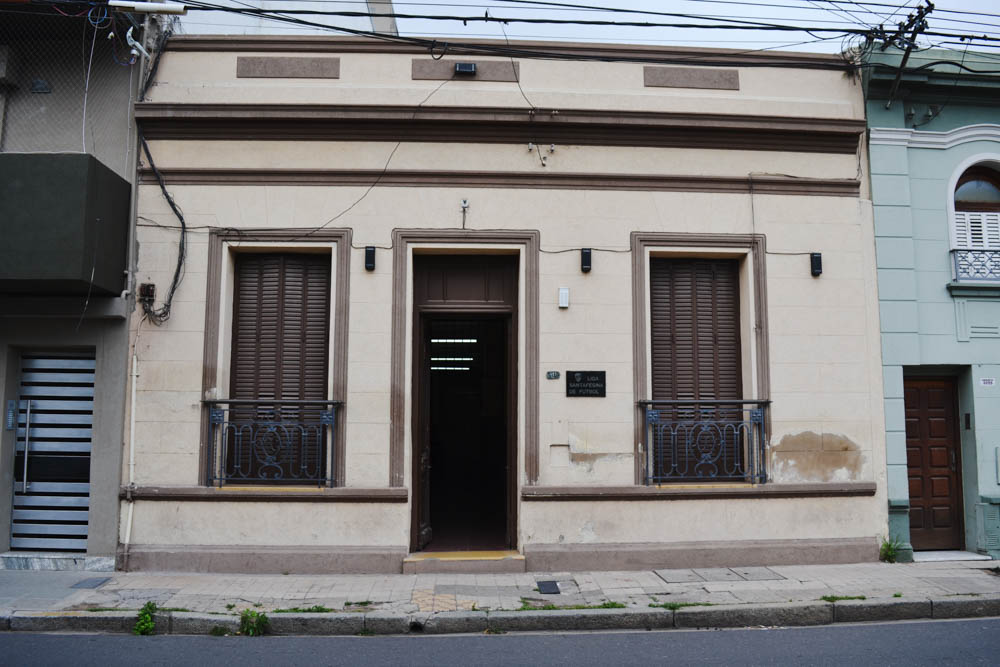
Ex sede historica de calle Corrientes 3049 de la ciudad de Santa Fe.

### Descenso de Primera División "A" a Primera División "B"
Sistema de promedios. Los 3 equipos con menor promedio de puntos (puntos obtenidos / partidos jugados) descienden a Primera División "B".

### Ascenso de Primera División "B" a Primera División "A"
Se jugarán dos torneos, Apertura y Clausura, cada uno de ellos a una sola rueda, clasificándose ganador de cada uno, el equipo que obtenga mayor cantidad de puntos. Realizado el fixture del apertura, para el clausura se invertirá la condición de local de los equipos. En caso de existir igualdad en puntos al término de cada Torneo, en el primer puesto, se jugará un partido desempate, en caso de ser más de dos los equipos, se definirá por la cantidad de equipos, jugando entre sí (triangular, cuadrangular, etc.) En el supuesto de igualdad de puntos en los equipos en la tabla general, se definirá, en favor del equipo que, considerando exclusivamente los partidos disputados contra aquel o aquellos con los que hubiera empatado la posición, hubiera obtenido mayor cantidad de puntos o, en caso de empate, en el siguiente orden:
- Mayor diferencia de goles.
- Mayor cantidad de goles a favor.

El primer ascenso, se definirá con la disputa de un solo encuentro, en cancha neutral, entre los equipos campeones de cada Torneo.
De ser el mismo equipo el ganador de ambos torneos ascenderá en forma directa a 1.º A.
El segundo ascenso, será del ganador entre el perdedor del primer ascenso y el ganador del partido que disputarán los dos mejores de la tabla general de los dos Torneos. Cada uno de los encuentros a un solo partido. 
En el caso de ser campeón el mismo equipo, el segundo ascenso resultara del ganador del encuentro entre los mejores de la tabla general.
El tercer ascenso se define por un reducido.

## Clubes por ciudades
| Ciudad                  | Clubes | en Primera      | en Segunda     |
| ----------------------- | ------ | --------------- | -------------- |
| Santa Fe                | 24     | 17 en Primera A | 7 en Primera B |
| Santo Tomé              | 5      | 1 en Primera A  | 4 en Primera B |
| San Justo               | 2      | 2 en Primera A  |                |
| Recreo                  | 2      | 1 en Primera A  | 1 en Primera B |
| Ángel Gallardo          | 1      | 1 en Primera A  |                |
| Arroyo Leyes            | 1      |                 | 1 en Primera B |
| Cayastá                 | 1      |                 | 1 en Primera B |
| Candioti                | 1      |                 | 1 en Primera B |
| Coronda                 | 1      |                 | 1 en Primera B |
| Rincón                  | 1      |                 | 1 en Primera B |
| Sauce Viejo             | 1      |                 | 1 en Primera B |
| Santa Rosa de Calchines | 1      |                 | 1 en Primera B |

## Listado de campeones
| Edición  | Campeón                               |
| -------- | ------------------------------------- |
| 1931     | Gimnasia y Esgrima (1)                |
| 1932     | Unión (1)                             |
| 1933     | Gimnasia y Esgrima (2)                |
| 1934     | Unión (2)                             |
| 1935     | Unión (3)                             |
| 1936     | Unión (4)                             |
| 1937     | Colón (1)                             |
| 1938     | Unión (5)                             |
| 1939     | Unión (6)                             |
| 1940     | Unión (Reserva) (7)                   |
| 1941     | Sportivo Candioti (1)                 |
| 1942     | Unión (Reserva) (8)                   |
| 1943     | Colón (2)                             |
| 1944     | Gimnasia y Esgrima (3)                |
| 1945     | Colón (3)                             |
| 1946     | Colón (4)                             |
| 1947     | Colón (5)                             |
| 1948     | Gimnasia y Esgrima (4)                |
| 1949     | Gimnasia y Esgrima (5)                |
| 1950     | Colón (Reserva) (6)                   |
| 1951     | Colón (Reserva) (7)                   |
| 1952     | Colón (Reserva) (8)                   |
| 1953     | Unión (Reserva) (9)                   |
| 1954     | Unión (Reserva) (10)                  |
| 1955     | Unión (Reserva) (11)                  |
| 1956     | Unión (Reserva) (12)                  |
| 1957     | Colón (Reserva) (9)                   |
| 1958     | Colón (Reserva) (10)                  |
| 1959     | Unión (Reserva) (13)                  |
| 1960     | Unión (Reserva) (14)                  |
| 1961     | Unión (Reserva) (15)                  |
| 1962     | Unión (Reserva) (16)                  |
| 1963     | Unión (Reserva) (17)                  |
| 1964     | Unión (Reserva) (18)                  |
| 1965     | Unión (Reserva) (19)                  |
| 1966     | Unión (Reserva) (20)                  |
| 1967     | Unión II (21)                         |
| 1968     | Colón II (11)                         |
| 1969     | Colón II (12)                         |
| 1970     | Colón (San Justo) (1)                 |
| 1971     | Unión (22)                            |
| 1972     | Colón (San Justo) (2)                 |
| 1973     | Colón (San Justo) (3)                 |
| 1974     | Unión (Reserva) (23)                  |
| 1975     | Colón (San Justo) (4)                 |
| 1976     | Sportivo Guadalupe (1)                |
| 1977     | Atenas (Santo Tomé) (1)               |
| 1978     | Gimnasia y Esgrima (6)                |
| 1979     | Club Atlético Unión II (25)           |
| 1980     | Santa Paula (Galvéz) (1)              |
| 1981     | Argentino (San Carlos) (1)            |
| 1982     | Central Helvecia (1)                  |
| 1983     | Atenas (Santo Tomé) (2)               |
| 1984     | Sanjustino (San Justo) (1)            |
| 1985     | Central Helvecia (2)                  |
| 1986     | Colón (San Justo) (5)                 |
| 1987     | Sanjustino (San Justo) (2)            |
| 1988     | Colón (San Justo) (6)                 |
| 1989     | San Cristobal (Ángel Gallardo) (1)    |
| 1990     | Atenas (Santo Tomé) (3)               |
| 1991     | Colón (San Justo) (7)                 |
| 1992     | La Salle Jobson (1)                   |
| 1993     | San Cristóbal (Ángel Gallardo) (2)    |
| 1994     | Unión (Reserva) (24)                  |
| 1995     | Colón (Reserva) (13)                  |
| (A) 1996 | General Belgrano (Coronda) (1)        |
| (C) 1996 | Argentino (San Carlos) (2)            |
| (A) 1997 | Sportivo Guadalupe (2)                |
| (C) 1997 | Pucará (1)                            |
| (A) 1998 | Ciclon Racing (1)                     |
| (C) 1998 | Sportivo Guadalupe (3)                |
| (A) 1999 | Argentino (San Carlos) (3)            |
| (C) 1999 | Argentino (San Carlos) (4)            |
| (A) 2000 | Unión II (26)                         |
| (C) 2000 | San Cristóbal (Ángel Gallardo) (3)    |
| (A) 2001 | Colón II (14)                         |
| (C) 2001 | San Cristóbal (Ángel Gallardo) (4)    |
| (A) 2002 | Banco Provincial (1)                  |
| (C) 2002 | Gimnasia y Esgrima (7)                |
| (A) 2003 | Unión II (27)                         |
| (C) 2003 | La Perla del Oeste (1)                |
| (A) 2004 | Colón II (15)                         |
| (C) 2004 | La Perla del Oeste (2)                |
| (A) 2005 | Gimnasia y Esgrima (8)                |
| (C) 2005 | Argentino (San Carlos) (5)            |
| (A) 2006 | Argentino (San Carlos) (6)            |
| (C) 2006 | Sanjustino (San Justo) (3)            |
| (A) 2007 | La Perla del Oeste (3)                |
| (C) 2007 | La Perla del Oeste (4)                |
| (A) 2008 | Santa Fe FC (1)                       |
| (C) 2008 | Sanjustino (San Justo) (4)            |
| (A) 2009 | Colón (San Justo) (8)                 |
| (C) 2009 | Newell's (1)                          |
| (A) 2010 | Unión II (28)                         |
| (C) 2010 | Colón (San Justo) (9)                 |
| (A) 2011 | Colón (San Justo) (10)                |
| (C) 2011 | Argentino (San Carlos) (7)            |
| (A) 2012 | Argentino (San Carlos) (8)            |
| (C) 2012 | Colón (San Justo) (11)                |
| (A) 2013 | La Salle Jobson (2)                   |
| (C) 2013 | Sanjustino (San Justo) (5)            |
| (A) 2014 | Unión II (29)                         |
| (C) 2014 | Colón II (16)                         |
| (A) 2015 | Colón (San Justo) (12)                |
| (C) 2015 | Sanjustino (San Justo) (6)            |
| (A) 2016 | Sanjustino (San Justo) (7)            |
| (C) 2016 | Unión II (30)                         |
| (A) 2017 | Colón II (17)                         |
| (C) 2017 | Nautico El Quilla (1)                 |
| (A) 2018 | Colón (San Justo) (13)                |
| (C) 2018 | Argentino (San Carlos) (9)            |
| (A) 2019 | Gimnasia y Esgrima (9)                |
| (C) 2019 | Ateneo Inmaculada (1)                 |
| 2020     | Cancelado por la pandemia de covid-19 |
| 2021     | La Salle Jobson (3)                   |
| (A) 2022 | La Perla del Oeste (5)                |
| (C) 2022 | Colón (San Justo) (14)                |
| (A) 2023 | Náutico El Quilla (2)                 |
| (C) 2023 | Colón (San Justo) (15)                |
| (A) 2024 | Sanjustino (San Justo) (8)            |
| (C) 2024 | Colón (Reserva) (18)                  |

| Edición                        | Campeón              |
| ------------------------------ | -------------------- |
| Torneo Preparación 1935        | Unión                |
| Torneo Preparación 1936        | Colón                |
| Torneo Preparación 1937        | Unión                |
| Campeonato de Honor 1938       | Unión                |
| Campeonato Absoluto 1938       | Unión                |
| Campeonato de Honor 1939       | Unión                |
| Campeonato Preparación 1940    | Gimnasia y Esgrima   |
| Campeonato de Competencia 1941 | Deportivo Tramfuerza |
| Campeonato de Competencia 1942 | Unión (Reserva)      |
| Torneo por Eliminación 1948    | Unión (Reserva)      |
| Torneo Eva Perón 1952          | Gimnasia y Esgrima   |
| Campeonato Clasificatorio 1971 | Unión                |
| Torneo Selectivo 1971          | Unión                |
| Petit Torneo 1971              | Unión                |
| Petit Torneo 1972              | Unión                |
| Petit Torneo 1973              | Gimnasia y Esgrima   |
| Petit Torneo 1974              | Colón (San Justo)    |
| Petit Torneo 1975              | Nacional             |
| Petit Torneo 1976              | Pucará               |
| Torneo Oficial 2002            | Colón (San Justo)    |
| Campeonato de Campeones 2022   | La Salle Jobson      |

## Palmarés
| Club                           | Títulos de Liga |
| ------------------------------ | --- |
| Unión                          | 30 (1932, 1934, 1935, 1936, 1938, 1939, 1940, 1942, 1953, 1954, 1955, 1956, 1959, 1960, 1961, 1962, 1963, 1964, 1965, 1966, 1967, 1971, 1974, 1979, 1994, Apertura 2000, Apertura 2003, Apertura 2010, Apertura 2014, Clausura 2016.) |
| Colón                          | 18 (1937, 1943, 1945, 1946, 1947, 1950, 1951, 1952, 1957, 1958, 1968, 1969, 1995, Apertura 2001, Apertura 2004, Clausura 2014, Apertura 2017, Clausura 2024)                                                                          |
| Colón (San Justo)              | 15 (1970, 1972, 1973, 1975, 1986, 1988, 1991, Apertura 2009, Clausura 2010, Apertura 2011, Clausura 2012, Apertura 2015, Apertura 2018, Clausura 2022, Clausura 2023)                                                                 |
| Gimnasia y Esgrima             | 9 (1931, 1933, 1944, 1948, 1949, 1978, Clausura 2002, Apertura 2005, Apertura 2019) |
| Argentino (San Carlos)         | 9 (1981, Clausura 1996, Apertura 1999, Clausura 1999, Clausura 2005, Apertura 2006, Clausura 2011, Apertura 2012, Clausura 2018) |
| Sanjustino (San Justo)         | 8 (1984, 1987, Clausura 2006, Clausura 2008, Clausura 2013, Clausura 2015, Apertura 2016, Apertura 2024) |
| La Perla del Oeste             | 5 (Clausura 2003, Clausura 2004, Apertura 2007, Clausura 2007, Apertura 2022) |
| San Cristobal (Ángel Gallardo) | 4 (1989, 1993, Clausura 2000, Clausura 2001) |
| La Salle Jobson                | 3 (1992, Apertura 2013, 2021) |
| Atenas (Santo Tomé)            | 3 (1977, 1983, 1990) |
| Sportivo Guadalupe             | 3 (1976, Apertura 1997, Clausura 1998) |
| Nautico El Quilla              | 2 (Clausura 2017, Apertura 2023) |
| Central Helvecia               | 2 (1982, 1985) |
| Ateneo Inmaculada              | 1 (Clausura 2019) |
| Newell's                       | 1 (Clausura 2009) |
| Santa Fe FC                    | 1 (Apertura 2008) |
| Banco Provincial               | 1 (Apertura 2002) |
| Ciclon Racing                  | 1 (Apertura 1998) |
| Pucará                         | 1 (Clausura 1997) |
| General Belgrano (Coronda)     | 1 (Apertura 1996) |
| Santa Paula (Galvéz)           | 1 (1980) |
| Sportivo Candioti              | 1 (1941) |

- En negrita los clubes que actualmente están participando en la Liga Santafesina
- En negrita los campeonatos ganados con el primer equipo

| Club               | Títulos de Torneos Eliminatorios |
| ------------------ | --- |
| Unión              | 10 (Preparación 1935, Preparación 1937, Honor 1938, Absoluto 1938, Honor 1939, Competencia 1942, Eliminatorio 1948, Clasificatorio 1971, Petit 1971, Petit 1972.) |
| Gimnasia y Esgrima | 3 (Preparación 1940, Eva Perón 1952, Petit 1973) |
| Colón (San Justo)  | 2 (Petit 1974, Oficial 2002) |
| Colón              | 1 (Preparación 1936) |
| Pucará             | 1 (Petit 1976) |
| Tramfuerza         | 1 (Competencia 1941) |
| Nacional           | 1 (Petit 1975) |
| La Salle Jobson    | 1 (Bplay 2022) |

- En negrita los clubes que actualmente están participando en la Liga Santafesina
- En negrita los campeonatos ganados con el primer equipo

## Fútbol Femenino

### Listado de campeones
| Edición    | Campeón                              |
| ---------- | ------------------------------------ |
| (A) 2012   | UNL (1)                              |
| (C) 2012   | Newell's (1)                         |
| (A) 2013   | UNL (2)                              |
| (CdO) 2013 | Unión (1)                            |
| (A) 2014   | Unión (2)                            |
| (CdO) 2014 | Unión (3)                            |
| (A) 2015   | Ciclon Racing (1)                    |
| (CdO) 2015 | Ciclon Racing (2)                    |
| (A) 2016   | Unión (4)                            |
| (CdO) 2016 | Unión (5)                            |
| (A) 2017   | Unión (6)                            |
| (CdO) 2017 | Defensores del Oeste (Esperenza) (1) |
| (A) 2018   | Unión (7)                            |
| (ZC) 2018  | Logia (1)                            |
| (A) 2019   | Unión (8)                            |
| (ZC) 2019  | El Quilla (1)                        |
| (A) 2021   | Unión (9)                            |
| (C) 2021   | Unión (10)                           |
| (CA) 2021  | Unión (11)                           |
| (CA) 2019  | Unión (12)                           |
| (A) 2022   | Unión (13)                           |
| (C) 2022   | El Quilla (2)                        |
| (CA) 2022  | Unión (14)                           |
| (A) 2023   | La Salle (1)                         |
| (C) 2023   | La Salle (2)                         |
| (CA) 2023  | La Salle (3)                         |
| (A) 2024   | La Salle (4)                         |
| (C) 2024   | Unión (Reserva) (15)                 |
| (CA) 2024  | La Salle (5)                         |
| (A) 2025   | Unión (Reserva) (16)                 |

| Edición    | Campeón                                     |
| ---------- | ------------------------------------------- |
| (CdP) 2013 | La Perla del Oeste (1)                      |
| (CdP) 2014 | Banco Provincial (1)                        |
| (CdP) 2015 | Logia (1)                                   |
| (CdP) 2016 | 9 de Julio (Rafaela) (1)                    |
| (CdB) 2016 | Los Juveniles (Santa Rosa de Calchines) (1) |
| (CdP) 2017 | La Salle (1)                                |
| (ZE) 2018  | Santa Rosa de Lima (1)                      |
| (ZE) 2019  | Santa Rosa de Lima (2)                      |